# Chuyến bay 1951 của Turkish Airlines
Chuyến bay 1951 của Turkish Airlines là một chuyến bay thương mại chở 135 hành khách và phi hành đoàn hạ cánh khẩn cấp và bị rơi gần Sân bay Amsterdam Schiphol, Hà Lan vào sáng Thứ Tư ngày 25 tháng 2 năm 2009. Nguyên nhân của sự cố chưa được xác định.
Chiếc máy bay thực hiện chuyến bay này là một chiếc Boeing 737-800 của hãng hàng không Turkish Airlines Boeing 737-800, số đăng ký máy bay là TC-JGE, được đặt tên là "Tekirdağ", đã rơi xuống một cánh đồng khoảng 3 km về phía bắc của đường băng Polderbaan ngay bên cạnh đường ô tô A9 vào lúc 9:31 giờ địa phương. Chuyến bay này bay từ Istanbul, Thổ Nhĩ Kỳ. Chiếc máy bay vỡ thành 3 mảnh và cánh gãy lìa nhưng các mảnh vỡ không bắt lửa bốc cháy nên chỉ có sự va chạm mạnh khiến 9 người thiệt mạng, 86 người bị thương, trong đó có một số ở tình trạng nguy kịch.

## Bối cảnh
Chiếc máy bay kiểu Boeing 737-800 chuyến bay TK1951 của hãng hàng không Thổ Nhĩ Kỳ khởi hành từ phi cảng quốc tế Ataturk thành phố Istanbul lúc 8:22 giờ địa phương sáng Thứ Tư (06:22 giờ quốc tế) và đến Ha Lan sau hơn 3 giờ bay.

## Tai nạn

Seat map

Máy bay rơi trên một đồng lầy 500 mét trước khi tới đầu đường bay của phi cảng quốc tế Schiphol ở thành phố Amsterdam lúc 10:31 giờ địa phương (09:31 giờ quốc tế). Nó đã gãy làm ba mảnh khi rơi mạnh xuống đất. Thân máy bay gãy làm đôi, gần buồng lái, và đuôi phi cơ bị gãy rời. Một động cơ hầu như còn nguyên vẹn được thấy nằm gần thân máy bay trên thửa đất và một động cơ khác nằm cách đó 200 mét, bị hư hại nặng nề.
Phi cảng quốc tế Schiphol đã ngưng hoạt động hoàn toàn để các xe cấp cứu đến nơi xảy ra tai nạn. Nguyên nhân là do cao độ kế hỏng khiến bộ phận lái tự động nhận lệnh hạ cánh lúc đang bay và do các phi công chủ quan tin vào hệ thống lái tự động.

## Hậu quả
Bộ trưởng Giao thông Vận tải Thổ Nhĩ Kỳ Binali Yildirim nói rằng số thương vong thấp như vậy trong tai nạn là một phép lạ. Sự kiện phi cơ rớt trên một khu vực đất mềm và không bị phát hỏa đã giúp cho số thương vong ở mức thấp.
Theo các các chuyên hàng không, chiếc máy bay được sản xuất năm 2002 bằng những vật liệu chống cháy và vì máy bay rớt xuống một thửa đất lầy lội đã được cầy lên có thể giúp giảm bớt số thương vong vì đã làm nhẹ phần nào sức va chạm. Điều này cũng có thể đã giúp tránh không có hỏa hoạn gây ra bởi bình nhiên liệu bị nứt. Trong khi chưa có tin tức về số phận của phi hành đoàn, các cơ quan hữu trách đã thâu thập các dữ kiện để điều tra.
Lúc đầu, hãng hàng không Thổ Nhĩ Kỳ nói mọi hành khách đều sống sót. Nhưng trong một cuộc họp báo sau đó. Quyền thị trưởng thành phố Haarlemmermeer, ông Michel Bezuijen, đã loan báo số thương vong. Theo ông Selahattin Alpar, đại sứ Thổ Nhĩ Kỳ ở Hòa Lan, trên máy bay có 72 công dân Thổ Nhĩ Kỳ và 32 Hòa Lan, quốc tịch của những người khác không được biết rõ.